# 施普林格巴赫河
51°14′22.25″N 8°33′16.25″E / 51.2395139°N 8.5545139°E
施普林格巴赫河（德語：Springebach），是德國的河流，位於該國西部，處於北萊茵-威斯特法倫州，屬於希勒巴赫河的左支流，河道全長3.6公里，流域面積4.9平方公里。